# Фредгольмов оператор
Фредгольмов оператор, или нётеров оператор, — это линейный оператор между векторными пространствами (обычно бесконечной размерности), у которого ядро и коядро конечномерны. Иначе говоря, пусть X, Y — векторные пространства. Оператор {\displaystyle T:X\to Y} называют фредгольмовым, если
- {\displaystyle \mathrm {dim} \,\ker T<\infty },
- {\displaystyle \mathrm {dim} \;\mathrm {coker} \,T<\infty }.

Оператор между конечномерными пространствами всегда фредгольмов.
Обычно понятие рассматривают для банаховых пространств и оператор предполагают ограниченным.
Следует также отметить, что в силу своего определения, фредгольмов оператор всегда нормально разрешим.

## Индекс фредгольмова оператора
Для таких операторов имеет смысл понятие индекса оператора:
{\displaystyle \mathrm {ind} \,T=\mathrm {dim} \,\ker T-\mathrm {dim} \;\mathrm {coker} \,T}
Более того, для каждого конкретно заданного {\displaystyle n\in \mathbb {Z} } существует фредгольмов оператор с индексом n.

## Преобразования фредгольмовых операторов
- Сопряженный к фредгольмову оператору тоже фредгольмов: {\displaystyle T\in {\mathcal {N}}(X,\;Y)\Leftrightarrow T^{'}\in {\mathcal {N}}(Y^{'},\;X^{'})}. Более того, существует взаимооднозначная связь между индексами этих операторов: {\displaystyle \mathrm {ind} \,T^{'}=-\mathrm {ind} \,T}
- Композиция фредгольмовых операторов — фредгольмов оператор, а индекс его есть {\displaystyle \mathrm {ind} \,TS=\mathrm {ind} \,T+\mathrm {ind} \,S} (теорема Аткинсона)
- Компактное возмущение сохраняет фредгольмовость и индекс оператора: {\displaystyle T\in {\mathcal {N}}(X,\;Y),\;S\in {\mathcal {K}}(X,\;Y)\Rightarrow T+S\in {\mathcal {N}}(X,\;Y),\;\mathrm {ind} \,(T+S)=\mathrm {ind} \,T}
- Фредгольмовость и индекс также сохраняются при достаточно малых ограниченных возмущениях, то есть {\displaystyle \forall T\in {\mathcal {N}}(X,\;Y)\;\exists \varepsilon :\,\forall S\in {\mathcal {B}}(X,\;Y),\|S\|\leqslant \varepsilon \Rightarrow T+S\in {\mathcal {N}}(X,\;Y),\;\mathrm {ind} \,(T+S)=\mathrm {ind} \,T}. Иначе говоря, множество {\displaystyle {\mathcal {N}}(X,\;Y)} является открытым в множестве {\displaystyle {\mathcal {B}}(X,\;Y)} ограниченных операторов.

## Теорема Фредгольма
{\displaystyle K\in {\mathcal {K}}(X,\;X)\Rightarrow (\mathrm {I_{X}} -K)} — фредгольмов (здесь {\displaystyle \mathrm {I_{X}} } — тождественный оператор на X).

## Критерии фредгольмовости
- Критерий Нётера: T фредгольмов тогда и только тогда, когда T почти обратим, то есть он имеет почти обратный оператор.
- Критерий Никольского: T фредгольмов тогда и только тогда, когда T разложим в сумму S+K, где S — обратим, а K — компактен. Или, что то же самое: {\displaystyle {\mathcal {N}}(X,\;Y)=\mathrm {Inv} (X,\;Y)\,+\,{\mathcal {K}}(X,\;Y)}, где {\displaystyle \mathrm {Inv} (X,\;Y)} — множество обратимых линейных операторов.